# Histoire de la sexualité
Histoire de la sexualité (literalment en català: "Història de la sexualitat") és un estudi en tres toms sobre la sexualitat en el món occidental, escrit pel filòsof i historiador francès Michel Foucault. El primer tom, La volonté de savoir [La voluntat de saber], es va publicar per primera vegada el 1976 per edicions Gallimard. El va seguir L'usage des plaisirs [L'ús dels plaers] i Le souci de soi [La cura d'un mateix].
El tom I analitza les idees de Foucault quant a la "hipòtesi repressiva", la idea que la societat occidental hauria suprimit la sexualitat des del segle xvii fins a mitjan segle xx. Argumenta que aquesta hipòtesi és una il·lusió i que, en realitat, els debats sobre la sexualitat van proliferar durant aquest període. Continua argumentant que, en aquest moment, els especialistes comencen a estudiar la sexualitat de manera científica, tot classificant els diferents tipus de sexualitat i animant la gent a confessar els seus sentiments i conductes sexuals, tot plegat amb el desig de conèixer la "veritat" sobre el sexe.
Foucault estava interessat en la creació del subjecte i la manera com es constitueix l'individu. En Histoire de la sexualité, argumenta que en el món occidental, durant els segles xviii i xix, la identitat de les persones comença a estar cada vegada més lligada a la seva sexualitat.